# El dinero de Dios
 El dinero de Dios  es una película en blanco y negro de Argentina dirigida por Román Viñoly Barreto sobre el guion de Ulyses Petit de Murat que se estrenó el 15 de octubre de 1959 y que tuvo como protagonistas a Francisco Petrone, Fina Basser, Mario Lozano y Carlos Estrada. El autor del guion, Petit de Murat, durante el gobierno peronista temiendo su detención estuvo entre 1951 y 1958 exiliado en México donde continuó escribiendo para el cine. También significó la vuelta al cine argentino de Petrone, otro exiliado del peronismo.La película fue filmada parcialmente en la provincia de Córdoba, Argentina.

## Sinopsis
Afectado por la muerte de su madre, un hombre cree encontrar en el amor de una mujer el verdadero camino de su vida.

## Reparto
- Francisco Petrone …Francisco Alaria
- Fina Basser …María de Lourdes
- Mario Lozano …Inspector Campos
- Carlos Estrada …Ramiro
- Carlos López Monet …Torito
- Jorge Sobral …Fray Mario
- Mariano Monclús …Fray Hernando
- José Maurer …Hombre en monasterio
- Enzo Bai …Sacerdote
- Pedro Venturini
- Paquita Vehil …Manicura
- Utimio Bertozzi
- Maruja Lopetegui …Madre de Francisco
- Alberto Yannover
- Domingo Garibotto
- Raúl Sola
- André Norevó
- Juan C. Dorrego
- Horacio Racini
- Guillermo Sosa
- Salvador Santángelo
- Armando Parente
- Camilo E. Asís
- Adolfo Calcaño
- Haydée Relesa
- Francisco Iriarte
- Juan Villarreal …Voz en off

## Comentarios
Clarín dijo:

”Un folletín sin atenuantes…La dirección y el esfuerzo de los intérpretes no consiguen disimular los errores, tropiezos y falsedades del libro que sirvió de base para este film que acumula los elementos de los más sombríos novelones, importados tal vez del ámbito que frecuentó durante su ausencia del país.”

Jorge Miguel Couselo en Correo de la Tarde opinó:

”Tratamiento narrativo exento de fluidez expositiva, resentida por la acumulación de episodios.”

Manrupe y Portela escriben:

”Una de las peores películas del actor y el director, que comienza como policial y se pierde en un tema levemente lacrimógeno y falsamente místico.”